# Мусабаєв Талгат Амангельдийович
Мусабаєв Талгат Амангельдийович (17 січня 1951—4 серпня 2025) — космонавт, генерал-лейтенант авіації Республіки Казахстан (2007 р.). Голова Національного космічного агентства Республіки Казахстан.

## Подальша діяльність
- 27 листопада 2003 року відрахований з особового складу в/ч 26266 у зв'язку з переходом на нове місце служби.
- У серпні 2003 року призначений начальником бойової підготовки Управління армійської (вертолітної) авіації.
- У листопаді 2003 року призначений заступником начальника Академії ВПС імені Жуковського.
- 30 травня 2005 року призначений генеральним директором АТ «Спільне казахстансько-російське підприємство „Байтерек“» (космічного ракетного комплексу на базі ракети-носія «Ангара»).
- У 2007 році отримав громадянство Казахстану.
- 13 лютого 2007 призначений головою аерокосмічного комітету міністерства освіти і науки Казахстану.
- 27 березня 2007 очолив створене указом Президента Казахстану Національне космічне агентство Республіки Казахстан.
- 27 червня 2007 вступив в президентську партію «Нур Отан».
- Співголова Підкомісії по комплексу «Байконур» Міжурядової комісії зі співробітництва Між Російською Федерацією і Республікою Казахстан.